# Eiskunstlauf-Weltmeisterschaften 1974
Die 64. Eiskunstlauf-Weltmeisterschaften fanden vom 5. bis 10. März 1974 in der Olympiahalle in München (Deutschland) statt.

## Ergebnisse
- P = Pflicht
- PT = Pflichttanz
- K = Kür
- KP = Kurzprogramm
- B = Bewertung

### Herren
| Platz | Sportler            | Land                   | P  | KP | K  | B   |
| ----- | ------------------- | ---------------------- | -- | -- | -- | --- |
| 1     | Jan Hoffmann        | DDR                    | 1  | 5  | 2  | 11  |
| 2     | Sergei Wolkow       | Sowjetunion            | 2  | 3  | 7  | 27  |
| 3     | Toller Cranston     | Kanada                 | 8  | 1  | 1  | 26  |
| 4     | Wladimir Kowaljow   | Sowjetunion            | 3  | 4  | 4  | 38  |
| 5     | Ronald Shaver       | Kanada                 | 7  | 2  | 3  | 39  |
| 6     | Gordon McKellen     | Vereinigte Staaten     | 5  | 7  | 5  | 52  |
| 7     | John Curry          | Vereinigtes Königreich | 4  | 6  | 9  | 60  |
| 8     | Minoru Sano         | Japan                  | 11 | 8  | 6  | 79  |
| 9     | Zdeněk Pazdírek     | Tschechoslowakei       | 9  | 10 | 10 | 85  |
| 10    | Didier Gailhaguet   | Frankreich             | 6  | 11 | 12 | 86  |
| 11    | László Vajda        | Ungarn                 | 10 | 9  | 11 | 99  |
| 12    | Terry Kubicka       | Vereinigte Staaten     | 15 | 15 | 8  | 109 |
| 13    | Bernd Wunderlich    | DDR                    | 13 | 12 | 14 | 116 |
| 14    | Erich Reifschneider | BR Deutschland         | 14 | 13 | 13 | 118 |
| 15    | Robert Rubens       | Kanada                 | 20 | 14 | 15 | 138 |
| 16    | Ronald Koppelent    | Österreich             | 18 | 17 | 16 | 145 |
| 17    | Miroslav Šoška      | Tschechoslowakei       | 12 | 16 | 21 | 158 |
| 18    | Pekka Leskinen      | Finnland               | 16 | 18 | 19 | 159 |
| 19    | Jacek Tascher       | Polen                  | 21 | 20 | 17 | 172 |
| 20    | Rolando Bragaglia   | Italien                | 19 | 19 | 20 | 175 |
| 21    | Glyn Jones          | Vereinigtes Königreich | 25 | 21 | 18 | 195 |
| 22    | Gilles Beyer        | Frankreich             | 22 | 22 | 23 | 197 |
| 23    | Thomaz Öberg        | Schweden               | 23 | 23 | 22 | 208 |
| 24    | Gheorghe Fazekas    | Rumänien               | 17 | 25 | 25 | 211 |
| 25    | William Schober     | Australien             | 24 | 24 | 24 | 222 |
| 26    | Silvio Švajger      | Jugoslawien            | 26 | 26 | 26 | 234 |

- Schiedsrichter: Elmér Terták  Tschechoslowakei
- Assistenzschiedsrichter: Benjamin Wright  Vereinigtes Königreich

Punktrichter:
- Milan Duchón  Tschechoslowakei
- Geoffrey Yates  Vereinigtes Königreich
- Dorothy Leamen  Kanada
- Kinuko Ueno  Japan
- Walburga Grimm  DDR
- Tatjana Danilenko  Sowjetunion
- Norman E. Fuller  Vereinigte Staaten
- Néri Valdes  Frankreich
- Hans Fuchs  BR Deutschland

Ersatz-Punktrichter:
- Leena Vainio  Finnland

### Damen
| Platz | Sportlerin         | Land                   | P  | KP | K  | B   |
| ----- | ------------------ | ---------------------- | -- | -- | -- | --- |
| 1     | Christine Errath   | DDR                    | 2  | 1  | 2  | 12  |
| 2     | Dorothy Hamill     | Vereinigte Staaten     | 5  | 2  | 1  | 15  |
| 3     | Dianne de Leeuw    | Niederlande            | 4  | 5  | 4  | 27  |
| 4     | Gerti Schanderl    | BR Deutschland         | 11 | 4  | 3  | 54  |
| 5     | Karin Iten         | Schweiz                | 1  | 14 | 17 | 61  |
| 6     | Lynn Nightingale   | Kanada                 | 12 | 3  | 5  | 66  |
| 7     | Kath Malmberg      | Vereinigte Staaten     | 7  | 8  | 10 | 66  |
| 8     | Juli McKinstry     | Vereinigte Staaten     | 6  | 9  | 7  | 67  |
| 9     | Liana Drahová      | Tschechoslowakei       | 9  | 6  | 6  | 72  |
| 10    | Marion Weber       | DDR                    | 8  | 10 | 8  | 75  |
| 11    | Anett Pötzsch      | DDR                    | 10 | 7  | 9  | 98  |
| 12    | Maria McLean       | Vereinigtes Königreich | 3  | 12 | 13 | 98  |
| 13    | Maria Terpenning   | Kanada                 | 14 | 11 | 11 | 111 |
| 14    | Gail Keddie        | Vereinigtes Königreich | 17 | 16 | 14 | 140 |
| 15    | Emi Watanabe       | Japan                  | 19 | 17 | 12 | 139 |
| 16    | Sonja Balun        | Österreich             | 16 | 13 | 15 | 142 |
| 17    | Cinzia Frosio      | Italien                | 13 | 15 | 16 | 142 |
| 18    | Ljudmila Bakonina  | Sowjetunion            | 18 | 18 | 19 | 163 |
| 19    | Hana Knapová       | Tschechoslowakei       | 20 | 19 | 18 | 164 |
| 20    | Myung Su Chang     | Südkorea               | 15 | 20 | 20 | 180 |
| 21    | Evelyne Reusser    | Schweiz                | 21 | 21 | 23 | 193 |
| 22    | Grażyna Dudek      | Polen                  | 24 | 23 | 21 | 195 |
| 23    | Eva Hansson        | Schweden               | 25 | 22 | 24 | 205 |
| 24    | Marie-Hélène Panet | Frankreich             | 23 | 25 | 25 | 216 |
| 25    | Helena Gazvoda     | Jugoslawien            | 28 | 24 | 22 | 230 |
| 26    | Sharon Burley      | Australien             | 22 | 27 | 27 | 231 |
| 27    | Susan Broman       | Finnland               | 26 | 26 | 26 | 240 |
| 28    | Liv Egelund        | Norwegen               | 27 | 28 | 28 | 252 |

- Schiedsrichterin: Sonia Bianchetti  Italien
- Assistenzschiedsrichter: János Zsigmondy  BR Deutschland

Punktrichter:
- Michele Beltrami  Italien
- Pamela Peat  Vereinigtes Königreich
- Helga von Wiecki  DDR
- Kikuko Minami  Japan
- René Schlageter  Schweiz
- David Dore  Kanada
- Yvonne S. McGowan  Vereinigte Staaten
- Eva von Gamm  BR Deutschland
- Ingeborg Nilsson  Norwegen

Ersatz-Punktrichter:
- Ludwig Gassner  Österreich

### Paare
| Platz | Sportler                              | Land                   | KP | K  | B   |
| ----- | ------------------------------------- | ---------------------- | -- | -- | --- |
| 1     | Irina Rodnina / Alexander Saizew      | Sowjetunion            | 1  | 1  | 9   |
| 2     | Ljudmila Smirnowa / Alexei Ulanow     | Sowjetunion            | 2  | 2  | 21  |
| 3     | Romy Kermer / Rolf Oesterreich        | DDR                    | 3  | 3  | 25  |
| 4     | Manuela Groß / Uwe Kagelmann          | DDR                    | 4  | 4  | 36  |
| 5     | Sandra Bezic / Val Bezic              | Kanada                 | 5  | 5  | 44  |
| 6     | Irina Worobjowa / Alexander Wlassow   | Sowjetunion            | 6  | 6  | 54  |
| 7     | Karin Künzle / Christian Künzle       | Schweiz                | 7  | 7  | 71  |
| 8     | Melissa Militano / Johnny Johns       | Vereinigte Staaten     | 8  | 8  | 72  |
| 9     | Corinna Halke / Eberhard Rausch       | BR Deutschland         | 9  | 9  | 80  |
| 10    | Tai Babilonia / Randy Gardner         | Vereinigte Staaten     | 10 | 10 | 88  |
| 11    | Katja Schubert / Knut Schubert        | DDR                    | 11 | 11 | 96  |
| 12    | Grażyna Kostrzewińska / Adam Brodecki | Polen                  | 12 | 12 | 108 |
| 13    | Florence Cahn / Jean-Roland Racle     | Frankreich             | 14 | 13 | 121 |
| 14    | Ursula Nemec / Michael Nemec          | Österreich             | 13 | 14 | 126 |
| 15    | Linda McCafferty / Colin Taylforth    | Vereinigtes Königreich | 16 | 15 | 133 |
| 16    | Ilona Urbanová / Ales Zach            | Tschechoslowakei       | 15 | 16 | 139 |
| 17    | Petra Schneider / Bogdan Pulcer       | BR Deutschland         | 17 | 17 | 163 |
| 18    | Kathy Hutchinson / Jamie McGrigor     | Kanada                 | 18 | 18 | 162 |

- Schiedsrichter: Donald H. Gilchrist  Kanada
- Assistenzschiedsrichterin: Erika Schiechtl  BR Deutschland

Punktrichter:
- Liliane Caffin-Madaule  Frankreich
- Miroslav Hasenöhrl  Tschechoslowakei
- Walburga Grimm  DDR
- Pamela Davis  Vereinigtes Königreich
- Eva von Gamm  BR Deutschland
- Dorothy Leamen  Kanada
- Maria Zuchowicz  Polen
- Walentin Pissejew  Sowjetunion
- Ardelle K. Sanderson  Vereinigte Staaten

Ersatz-Punktrichter:
- Jürg Wilhelm  Schweiz

### Eistanz
| Platz | Sportler                                 | Land                   | PT | K  | B   |
| ----- | ---------------------------------------- | ---------------------- | -- | -- | --- |
| 1     | Ljudmila Pachomowa / Alexander Gorschkow | Sowjetunion            | 1  | 1  | 9   |
| 2     | Hilary Green / Glyn Watts                | Vereinigtes Königreich | 2  | 2  | 18  |
| 3     | Natalja Linitschuk / Gennadi Karponossow | Sowjetunion            | 3  | 3  | 28  |
| 4     | Irina Moissejewa / Andrei Minenkow       | Sowjetunion            | 5  | 4  | 43  |
| 5     | Janet Sawbridge / Peter Dalby            | Vereinigtes Königreich | 4  | 5  | 44  |
| 6     | Krisztina Regőczy / András Sallay        | Ungarn                 | 6  | 6  | 53  |
| 7     | Colleen O’Conner / Jim Millns            | Vereinigte Staaten     | 7  | 7  | 58  |
| 8     | Matilde Ciccia / Lamberto Ceserani       | Italien                | 8  | 9  | 77  |
| 9     | Louise Soper / Barry Soper               | Kanada                 | 9  | 8  | 79  |
| 10    | Teresa Weyna / Piotr Bojańczyk           | Polen                  | 10 | 10 | 89  |
| 11    | Janet Thompson / Warren Maxwell          | Vereinigtes Königreich | 11 | 11 | 96  |
| 12    | Diana Skotnická / Martin Skotnický       | Tschechoslowakei       | 13 | 12 | 114 |
| 13    | Anne Millier / Harvey Millier III        | Vereinigte Staaten     | 12 | 15 | 122 |
| 14    | Gerda Bühler / Mathis Bächi              | Schweiz                | 14 | 13 | 125 |
| 15    | Barbara Berezowski / David Porter        | Kanada                 | 15 | 14 | 131 |
| 16    | Sylvia Fuchs / Michael Fuchs             | BR Deutschland         | 16 | 16 | 143 |
| 17    | Eva Peštová / Jiří Pokorný               | Tschechoslowakei       | 17 | 17 | 149 |
| 18    | Nicole Rinsant / Dirk Beyer              | BR Deutschland         | 18 | 18 | 161 |
| 19    | Brigitte Scheijbal / Walter Leschetizky  | Österreich             | 19 | 19 | 171 |

- Schiedsrichter: Lawrence Demmy  Vereinigtes Königreich
- Assistenzschiedsrichter: Hans Kutschera  Österreich

Punktrichter:
- Jürg Wilhelm  Schweiz
- Maria Zuchowicz  Polen
- Mary Louise Wright  Vereinigte Staaten
- Klára Kozári  Ungarn
- Willi Wernz  BR Deutschland
- Dagmar Řeháková  Tschechoslowakei
- Irina Absaljamowa  Sowjetunion
- Audrey Moore  Kanada
- Pauline Borrajo  Vereinigtes Königreich

Ersatz-Punktrichter:
- Lino Clerici  Frankreich

## Medaillenspiegel
| Platz | Land                   | Gold | Silber | Bronze | Gesamt |
| ----- | ---------------------- | ---- | ------ | ------ | ------ |
| 1     | Sowjetunion            | 2    | 2      | 1      | 5      |
| 2     | DDR                    | 2    | –      | 1      | 3      |
| 3     | Vereinigtes Königreich | –    | 1      | –      | 1      |
| 3     | Vereinigte Staaten     | –    | 1      | –      | 1      |
| 5     | Kanada                 | –    | –      | 1      | 1      |
| 5     | Niederlande            | –    | –      | 1      | 1      |